# Santarcangelo Calcio 2012-2013
Questa pagina raccoglie le informazioni riguardanti il Santarcangelo Calcio nelle competizioni ufficiali della stagione 2012-2013.
| N. |                   | Ruolo | Calciatore         |
| -- | ----------------- | ----- | ------------------ |
|    | Italia (bandiera) | A     | Valerio Anastasi   |
|    | Italia (bandiera) | C     | Filippo Baldinini  |
|    | Italia (bandiera) | C     | Gianluigi Bamonte  |
|    | Italia (bandiera) | C     | Dario Bazzi        |
|    | Italia (bandiera) | C     | Paolo Beatrizzotti |
|    | Italia (bandiera) | D     | Daniel Beccaro     |
|    | Italia (bandiera) | D     | Luca Benedetti     |
|    | Italia (bandiera) | A     | Manuel Canini      |
|    | Italia (bandiera) | D     | Claudio Cola       |
|    | Italia (bandiera) | C     | Nicola Del Pivo    |
|    | Italia (bandiera) | C     | Alessandro Fabbri  |
|    | Italia (bandiera) | A     | Ivan Graziani      |
|    | Italia (bandiera) | D     | Luca Locatelli     |
|    | Italia (bandiera) | C     | Alex Lodovisi      |
|    | Italia (bandiera) | D     | Andrea Montresor   |

| N. |                    | Ruolo | Calciatore           |
| -- | ------------------ | ----- | -------------------- |
|    | Italia (bandiera)  | P     | Michele Nardi        |
|    | Ghana (bandiera)   | C     | Francis Obeng        |
|    | Italia (bandiera)  | C     | Matteo Oliboni       |
|    | Italia (bandiera)  | C     | Salvatore Papa       |
|    | Italia (bandiera)  | A     | Andrea Parodi        |
|    | Italia (bandiera)  | C     | Ivan Piccoli         |
|    | Italia (bandiera)  | A     | Michele Pieri        |
|    | Italia (bandiera)  | D     | Quaggiotto           |
|    | Romania (bandiera) | A     | Sorin Ionel Radoi    |
|    | Italia (bandiera)  | D     | Giovanni Rossi       |
|    | Italia (bandiera)  | C     | Paolo Rossi          |
|    | Italia (bandiera)  | P     | Daniele Ruffato      |
|    | Italia (bandiera)  | C     | Alessandro Saporetti |
|    | Italia (bandiera)  | C     | Matteo Severino      |
|    | Italia (bandiera)  | C     | Nicola Zavalloni     |